# Hans Kreijns

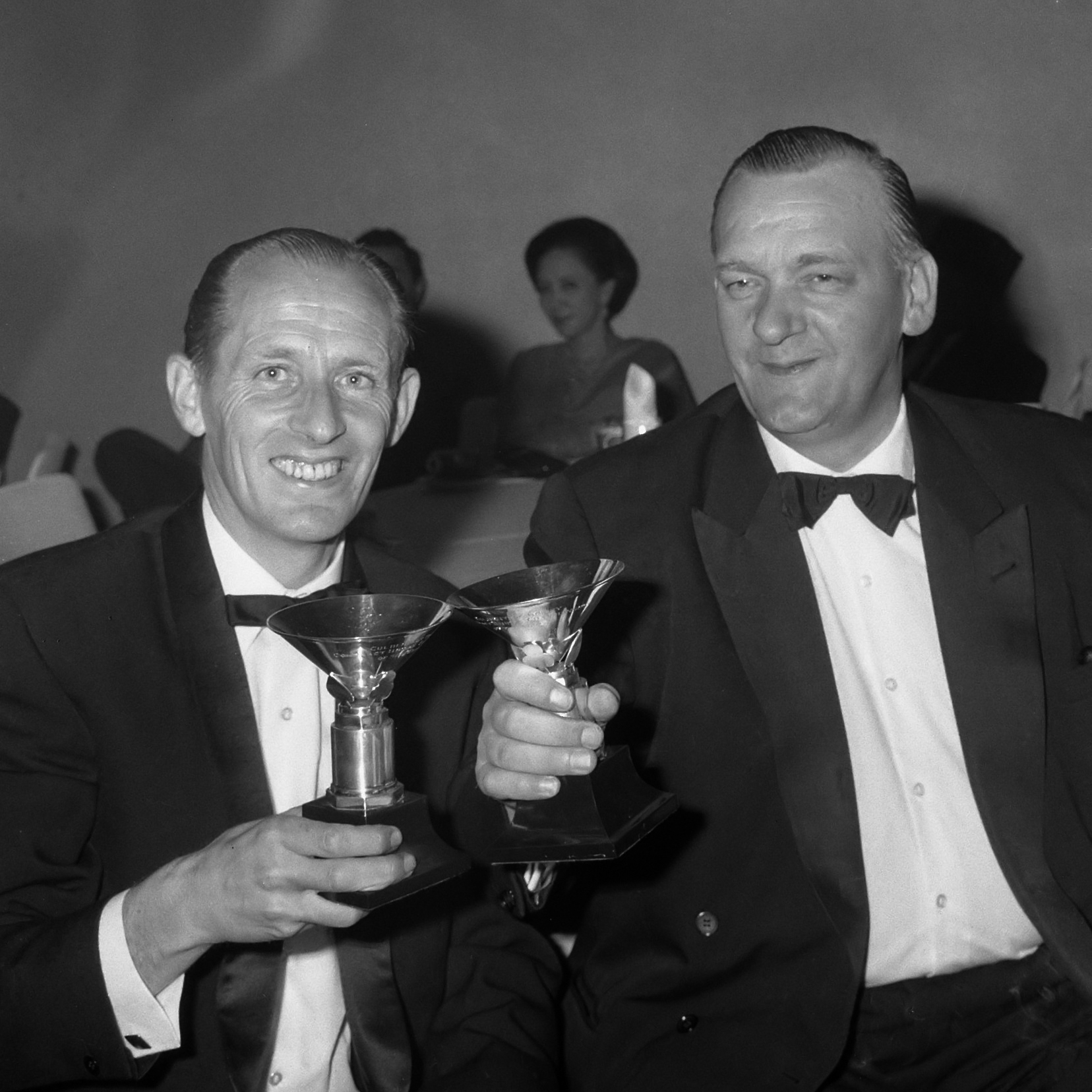
Hans Kreyns (l.) en Bob Slavenburg (1966)

Johannes Theodorus Maria Kreijns (Rotterdam, 27 mei 1928 – Den Haag, 4 april 2012) was een Nederlandse bridgespeler. Hij was erelid van de Nederlandse Bridge Bond. Hij had 287.228 meesterpunten, een Nederlands record.
Hans Kreijns is vele malen Nederlands bridgekampioen geweest. Op 16 mei 1966 werd hij in de RAI in Amsterdam met Bob Slavenburg (1917-1981) wereldkampioen.
In de oorlog werd Kreijns door zijn ouders meegenomen naar bridgeclub Bridgekring '35, maar hij mocht alleen kijken. Zelf spelen deed hij pas na de oorlog. Het biedsysteem dat hij in eerste instantie vooral gebruikte was Culbertson. Hij had een afkeer van moderne conventies.

## Viertallen
Zijn eerste partner was Cees Buningh, waarmee hij in de eerste klasse belandde en viertallen speelde, samen met moeder Kreijns en haar partner. Via promotiewedstrijden kwamen ze in de hoofdklasse, en speelden in dezelfde combinatie nog één jaar. Ze werden kampioen. 
Daarna vormden Kreijns en Buningh een team met Wim Haver en Horst Hoek. In de jaren 60 begon hij te spelen met Bob Slavenburg, het zwarte schaap van het roemruchte bankiersgeslacht. De eerste keer was toeval, Kreijns moest invallen voor Polak. Kreijns bezocht Slavenburg thuis om hun systeem door te nemen. De eerste instructie van Slavenburg is dat hij er niet van hield om met Sans Atout te openen. Het werd een kleurrijk en zeer succesvol partnership.

## Paren
Vier keer op rij worden Kreijns en Slavenburg parenkampioen van Nederland. Hun belangrijkste succes was het behalen van de wereldtitel paren in 1966 in de RAI in Amsterdam.

## Nederlands team
Hoewel ze regelmatig de selectiewedstrijden wonnen, besliste de selectiecommissie met Herman Filarski en Frits Schouten, dat Kreijns en Slavenburg niet in het Nederlands team kwamen. Het resultaat van de selectie was niet bindend. Dit veranderde toen Van Calcar in de selectiecommissie kwam.
Aan het partnership met Slavenburg kwam in 1968 een einde vanwege diens belastingproblemen en vertrek naar Marokko. Kreijns ging verder met Cees Kaiser in een team met André Boekhorst & Stef Vissinga en Arie van Heusden & Jaap Kokkes, en van 1974-1976 met Piet van Besouw. In december 1976 begon hij een partnership met Piet Borst.
Met Hans Vergoed en teamgenoten Anton Maas & René Zwaan en André Mulder & Carol van Oppen behaalde hij brons bij de Bridge Olympiade in Valkenburg in 1980.

## Brood op de plank
Kreijns was van beroep 'meesterschilder'. In 1892 richtte zijn grootvader een schildersbedrijf op en Hans Kreijns zette het bedrijf voort, totdat hij in 1983 zich helemaal op bridge ging toeleggen. 

## Clinics en reizen
Na zijn actieve carrière organiseerde hij bridgereizen naar o.m. Egypte en Zuid-Frankrijk en bridgeweekends in o.a. Noordwijk, Ootmarsum en Landgraaf. Ook deed hij veel clinics met Berry Westra.
Toen de Nederlandse Bridge Bond in 2005 zijn 75-jarig bestaan vierde, maakten Kreijns, Berry Westra en cabaret Dubbelfout een tournee door Nederland. Daarna ging hij het wat rustiger aan doen, maar hij was wel nog bij de viering van zijn 80-jarige verjaardag in Bridgesociëteit De Lombard.